# Francine Shapiro
Francine Shapiro, född 18 februari 1948 i New York, död 16 juni 2019, var en amerikansk psykolog som lanserade och utvecklade Eye Movement Desensitization and Reprocessing (EMDR), en psykoterapeutisk metod som syftar till att bearbeta minnen från traumatiska händelser och mildra de symptom som dessa händelser ger upphov till. 
År 1987 var Shapiro ute och gick i en park. När hon rörde på ögonen från sida till sida, märkte hon hur påverkan från negativa tankar och minnen mildrades. Hon presenterade sina observationer första gången i Journal of Traumatic Stress i april 1989. Hon började omgående att studera detta fenomen mera ingående och testade metoden på ett antal frivilliga. I september 1989 publicerade hon sina resultat i Journal of Behavior Therapy and Experimental Psychiatry. År 1995 utgav hon en lärobok i EMDR: Eye Movement Desensitization and Reprocessing: Basic Principles, Protocols, and Procedures.